# گوستاوو اویت
گوستاوو اویت (انگلیسی: Gustavo Huet; ۲۲ نوامبر ۱۹۱۲ – ۲۰ نوامبر ۱۹۵۱) ورزشکار ورزش تیراندازی اهل مکزیک بود.
وی در مسابقات کشوری و بین‌المللی در مجموع برندهٔ ۱ مدال نقره شده‌است.